# Spazio Espositivo Rotabili Storici
Lo Spazio Espositivo Rotabili Storici è un'esposizione dedicata alla storia della Ferrovia Circumetnea, nata dal restyling, nonché dalla conversione della storica rimessa della stazione di Bronte in Sicilia.

## Storia
Nella fase di restauro dell'edificio, da rimessa a spazio espositivo, per il rivestimento esterno delle due porte di ingresso, sono state utilizzate alcune traverse ferroviarie in legno di rovere, lavorate dalla falegnameria della stessa Circumetnea; mentre per le maniglie esterne delle medesime porte, sono stati utilizzati due spezzoni di rotaia storica del 1962.
Dopo 121 anni dalla costruzione della Ferrovia Circumetnea, il 4 luglio 2016, alle ore 12:00, è stato inaugurato lo Spazio Espositivo Rotabili Storici, ed è stato aperto al pubblico l'11 luglio dello stesso anno.

### I rotabili preservati

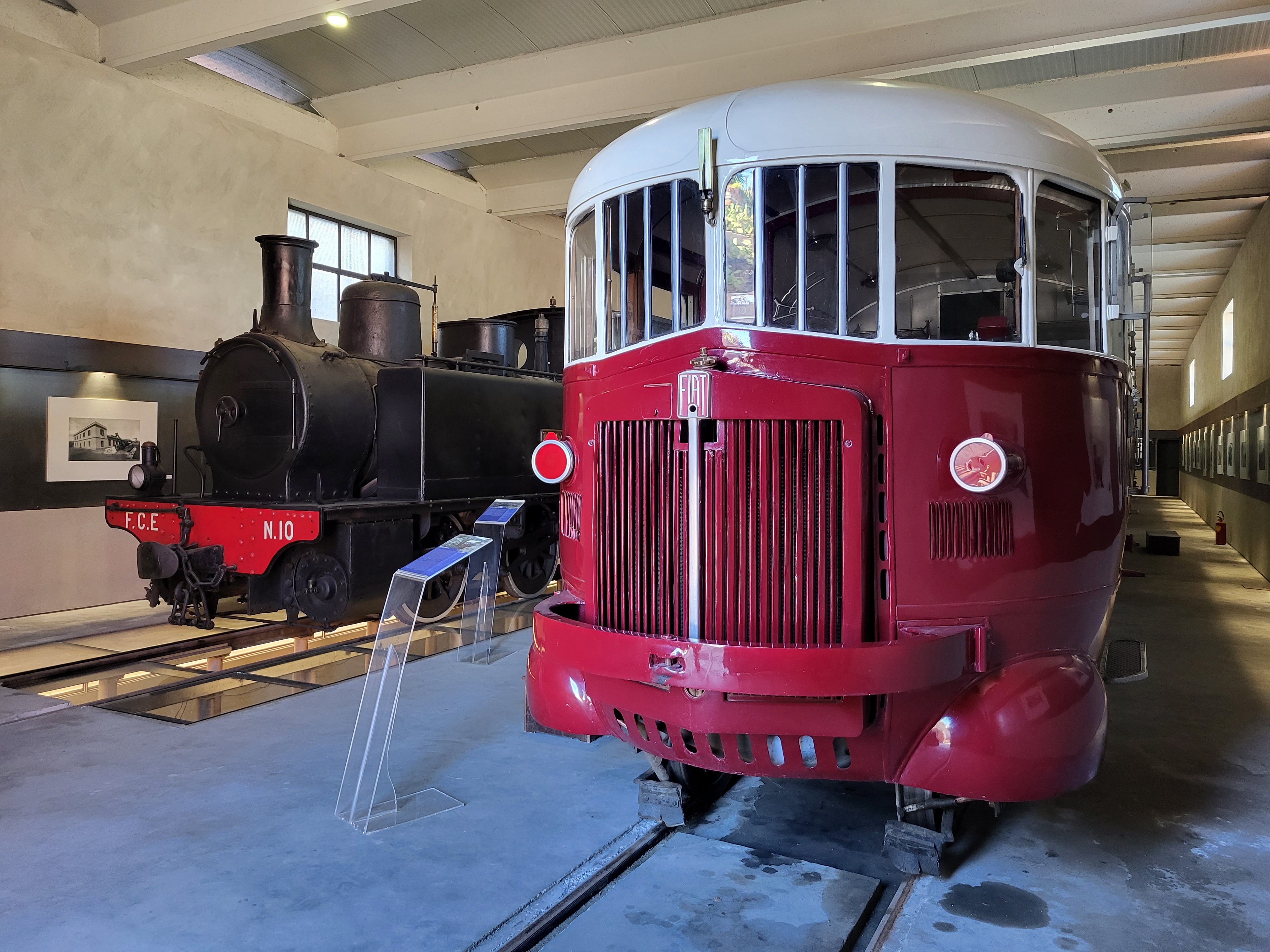
L'ALn 56.06 e la locomotiva n. 10, denominata MASCALI, esposte nello spazio espositivo dei rotabili storici.

All'interno di questa ex rimessa, sono preservati: la locomotiva a vapore n. 10, denominata MASCALI (non più marciante, serie n.1-12), conosciuta anticamente anche come a Caffittera, con il carro pianale a due assi e garitta P. 151; il carro chiuso HB 952, sempre a due assi; le automotrici ALn 56.01 e ALn 56.06 (serie ALn 56.01-06), di costruzione Fiat Ferroviaria, conosciute generalmente come littorine.
L'ALn 56.01 non è più in ordine di marcia da tempo, ed è rimasta nella livrea commerciale castano-isabella degli anni '40; l'ALn 56.06, invece, è in ordine di marcia, in passato è stata restaurata, venendo riportata nei colori originali (amaranto e crema) e viene utilizzata a scopo turistico, prevalentemente nella tratta Bronte-Randazzo.

### L'allestimento interno
Lungo le pareti perimetrali interne dell'edificio, sono esposte una serie di fotografie storiche, provenienti dall'archivio storico della stessa Circumetnea.
Inoltre è stata conservata una delle storiche panche in legno, originariamente impiegate presso le sale d'attesa delle varie stazioni ferroviarie. Due di queste panche sono in uso presso la sala d'attesa della Stazione di Misterbianco.

### I modellini in scala

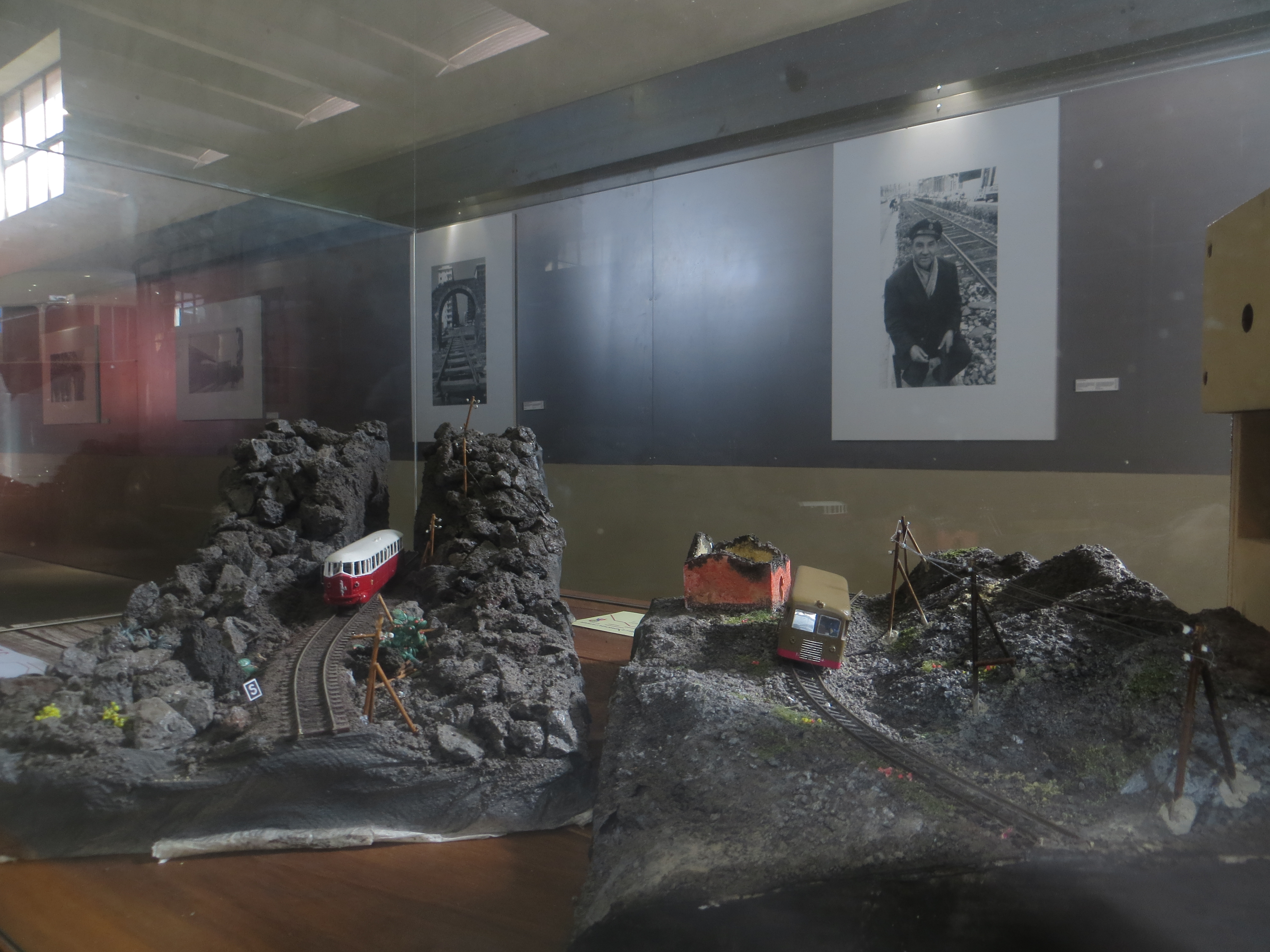
Un modellino in scala, di costruzione artigianale, dell'ALn 56.06 (serie ALn 56.01-06), e di una delle automotrici AL 35, denominate EMMINE.

Durante i primi periodi di apertura del medesimo spazio espositivo, erano esposti, all'interno di teche in plexiglass, tre modellini di costruzione artigianale, ovvero: la storica littorina ALn 56.06 nei colori originali, una AL 35, conosciuta anche come EMMINA, ed infine un'automotrice della serie ADe 01-03, con una carrozza al traino. Successivamente questi modellini sono stati rimossi.

## Altri rotabili storici in esposizione
All'esterno dello spazio espositivo è presente la storica carrozza reale su cui viaggiarono, il 31 maggio 1911, il Re Vittorio Emanuele III e la Regina Elena del Montenegro; tuttavia, tale carrozza è fortemente danneggiata, ed è in attesa di essere restaurata.
Oltre alla carrozza reale, è presente la caldaia e tre assili di una delle locomotive a vapore, non più esistente.
Nel piazzale della stazione di Bronte, alla destra del fabbricato viaggiatori, si trova esposto il vecchio carro gru, risalente agli anni '10, utilizzato durante la costruzione della Ferrovia Circumetnea, unitamente alle locomotive a vapore n. 1 e n. 2, denominate rispettivamente Randazzo e Linguaglossa.
Inoltre, questo carro gru venne utilizzato per la ricostruzione del ponte di Biancavilla, distrutto durante la seconda guerra mondiale.

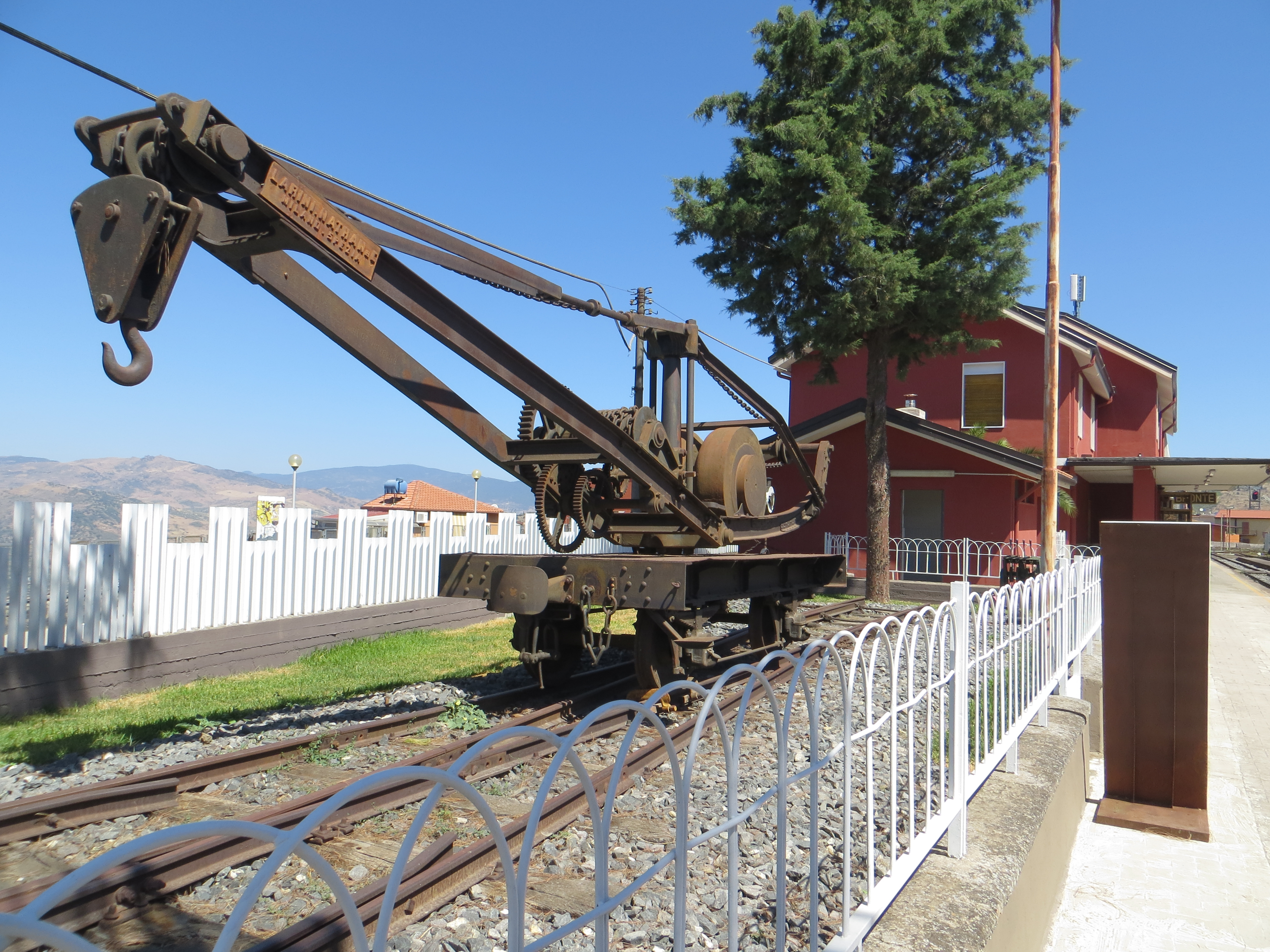
Il carro gru esposto presso la stazione di Bronte.

## Galleria d'immagini

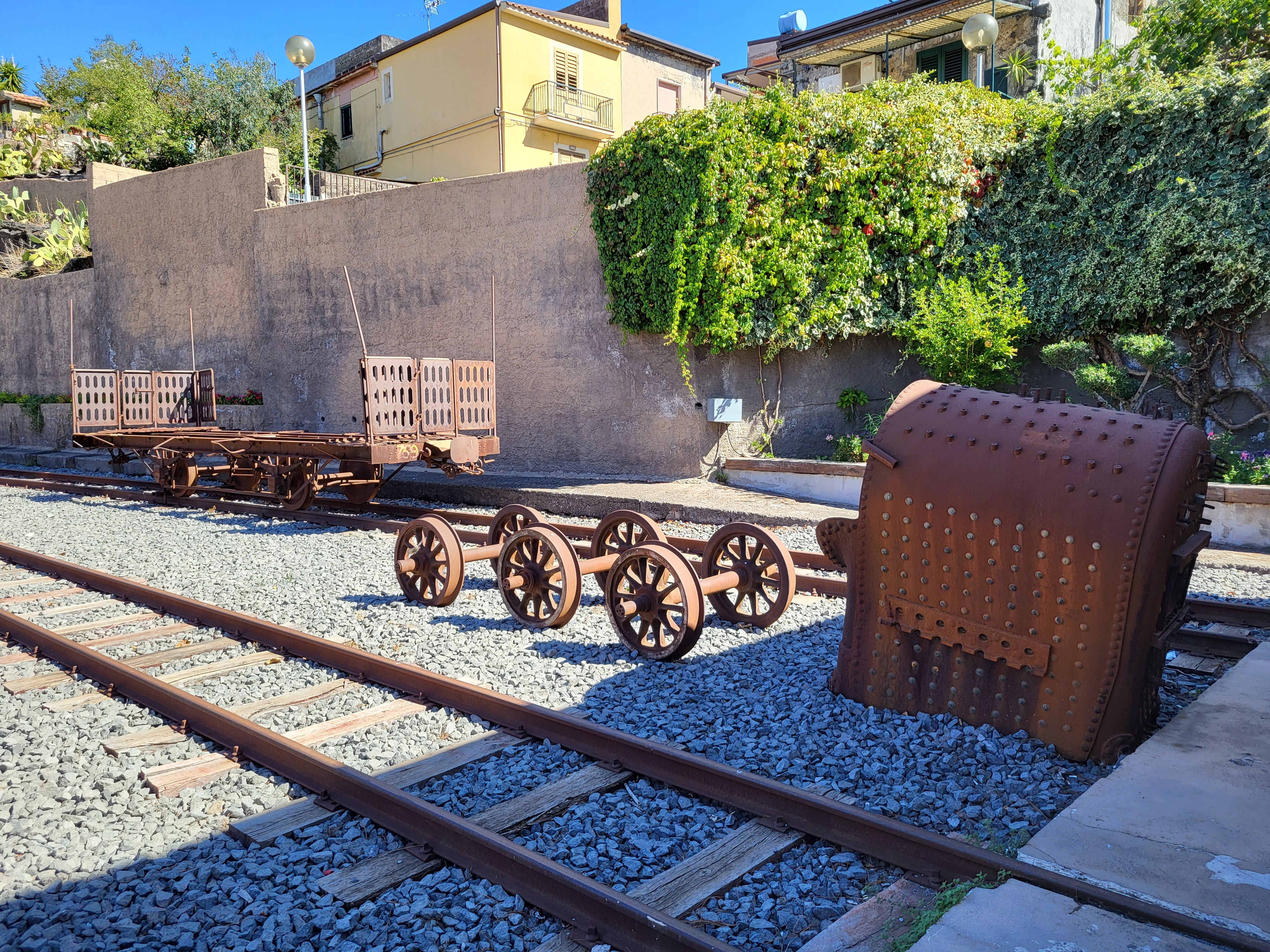
I cimeli di una locomotiva a vapore e quelli della carrozza reale, esposti presso lo spazio espositivo dei rotabili storici.
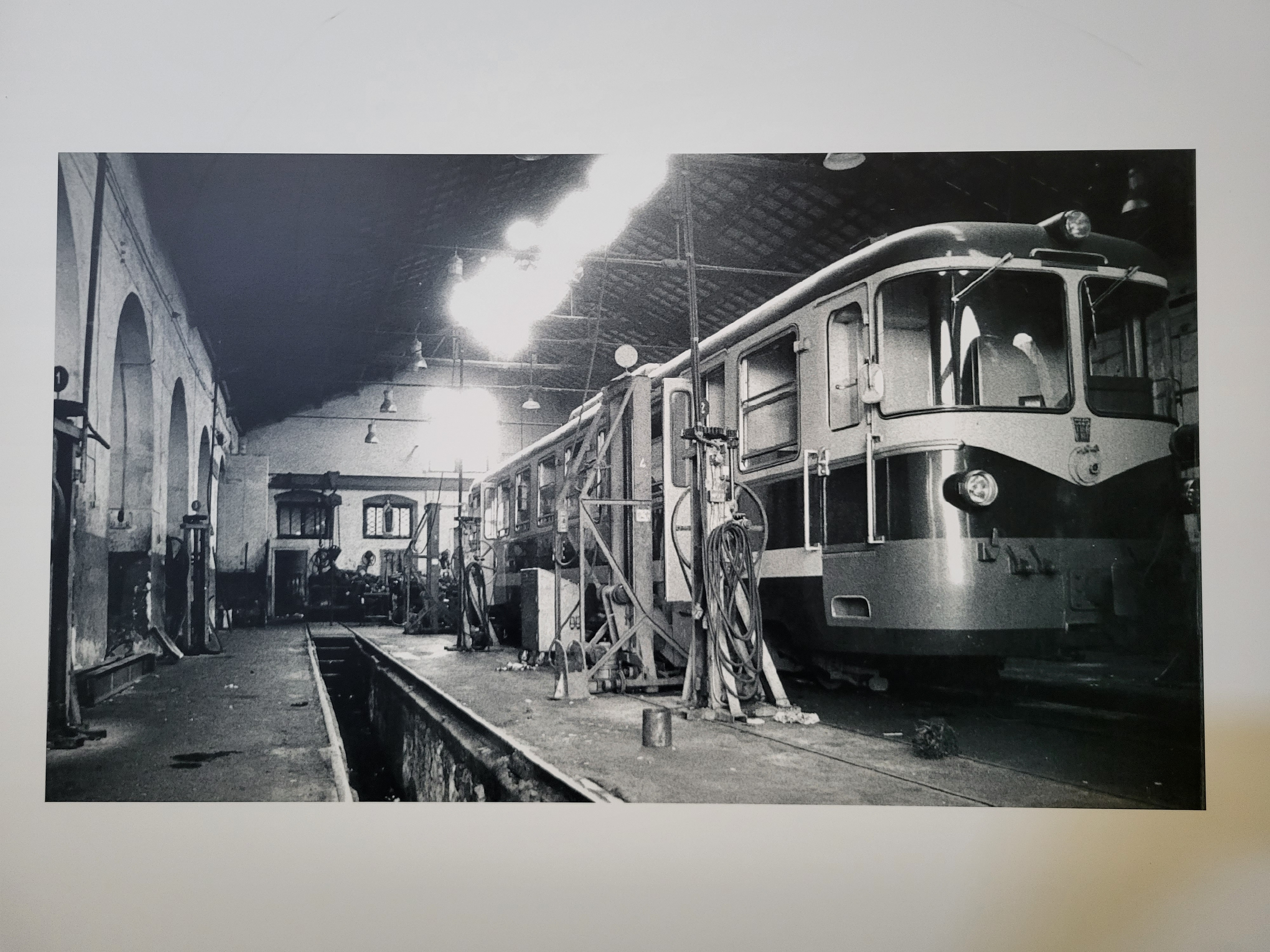
Una delle fotografie storiche, esposte all'interno dello spazio espositivo dei rotabili storici, ritraente una delle automotrici appartenenti alla serie delle ADe 11-20.